# Sherry Simon
Sherry Simon est Distinguished University Research Professor du Département d'études françaises de l'Université Concordia.

## Biographie
Montréalaise d'origine, Sherry Simon obtient d'abord un baccalauréat de l’Université Brandeis aux États-Unis, et elle réalise une maîtrise de l'École Pratique des Hautes Études de Paris sous la direction de Roland Barthes. Puis, c'est à l'Université de Montréal qu'on la retrouve pour ses études de doctorat en littérature comparée. Depuis 1993, elle est professeure au Département d’études françaises de l’Université Concordia, où elle enseigne la traduction et la littérature.

## Travaux de recherche
Au cours de sa carrière, la chercheuse s'est beaucoup intéressée aux questions "des minorités, de l'exil, de l'altérité, de la traduction, de l'appartenance et de l'identitaire". Les villes multiculturelles et multilingues sont aussi parmi ses objets de recherche, ainsi que la question du genre en traduction. Sur ce dernier thème, son livre Gender in Translation, paru en 1996, traite des enjeux féministes entourant la traductologie.
Entre 1986 et 1993, elle codirige, avec Jean-François Chassay, la revue Spirale ,, un magazine culturel québécois d'arts, lettres et sciences humaines.
En 2008, elle publie Une histoire culturelle par la traduction. C'est un essai sur la polyphonie linguistique et littéraire de Montréal, sa ville natale. « L’intérêt de l’histoire culturelle récente de Montréal réside pour moi dans la manière dont le français est devenu une langue suffisamment forte et accueillante pour s’ouvrir à de multiples réalités culturelles », écrit-elle.

## Prix et distinctions
- 2010 : Prix Acfas André-Laurendeau, sciences humaines.
- Membre de la Société royale du Canada
- 2009-2011 : boursière Killam
- 2010 : Membre, Académie des lettres du Québec
- 2006 : Prix Gabrielle-Roy, pour Translating Montreal
- 2006 : Prix Mavis Gallant, pour Translation Montreal, prix remis par la Quebec Writers Federation

## Publications

### Livres
- Le Trafic des langues: traduction et culture dans la littérature québécoise. Montréal, Editions du Boréal, 1994, 225 pages.
- Gender in Translation: Cultural Identity and the Politics of Transmission. Psychology Press, 1996
- Translating Montreal : Episodes in the Life of a Divided City, McGill-Queen's University Press, 2006
- Traduire le Montréal Yiddish,ed. Pierre Anctil, Norm Ravvin, Sherry Simon. Ottawa, Presses de l’Université d’Ottawa,  2007.
- Traverser Montréal. Une histoire culturelle par la traduction. Trad. Pierrot Lambert, nouvelle préface de S. Simon,  Montréal, Editions Fidès, 2008.
- Traduire depuis les marges, sous la dir. Denise Merkle, Jane Koustas, Glen Nichols, Sherry Simon.  Quebec, Editions Nota Bene, 2008.
- Sherry Simon. Cities in Translation: Intersections of Language and Memory, New York, Routledge, 2011.
- Sherry Simon. Villes en traduction: Calcutta, Trieste, Barcelone et Montréal, Montréal, Presses de l’Université de Montréal, 2013.
- Sherry Simon (dir.). Speaking Memory. How Translation Shapes City Life, Montréal, McGill-Queen͛s University Press, 2016.
- Sherry Simon. Promenades polyglottes. Le mont Royal et ses langues, Montréal, coll. « Photons », FIGURA, 2023. Disponible en ligne: https://figura.uqam.ca/actualites/promenades-polyglottes-nouvelle-parution-de-sherry-simon-dans-la-collection-photons

### Articles ou chapitres de livres
- 2014 - Sherry Simon. « Afficher la langue dans l’art public », dans Marc-André Brouillette (dir.), Des textes dans l’espace public / Words in Public Space, Montréal, Éditions du Passage, 2014, p. 68-77 et 143-146.
- 2014 - Sherry Simon. « Introduction », dans Michael Cronin (dir.), Translation Studies, vol. VII, n° 2 « The City as Translation Zone », 2014, p. 119-132.
- 2014 - Sherry Simon. « The City in Translation: “Urban Cultures of Central Europe” », dans Elke Brems, Reine Meylaerts et Luc van Doorslaer (dir.), Known Unknowns of Translation Studies, Amsterdam, John Benjamins, 2014, p. 155-171.
- 2014 - Sherry Simon. « Yiddish and Multilingual Urban Space in Montreal », dans Laurence Roth et Nadia Valman (dirs.), The Routledge Handbook of Contemporary Jewish Cultures, Londres / New York, Routledge, 2014, p. 272-285.